# Otgonbátar
       Otgonbátar je mongolské jméno a zároveň rodné jméno. Patronymum čínský zápis jména neuvádí.
Otgonbátar (mongolsky: Отгонбаатар), známý pod čínským zápisem Ao-tche-ken Pa-tche-er (čínsky pchin-jinem Áotègēn Bātèěr, znaky 敖特根巴特尔; * 12. července 1975), je bývalý čínský zápasník–judista mongolské národnosti.

## Sportovní kariéra
Pochází z čínské autonomní oblasti Vnitřní Mongolsko. V čínské judistické reprezentaci se pohyboval od poloviny devadesátých let ve střední váze do 86 kg. V roce 1996 startoval na olympijských hrách v Atlantě, kde vypadl ve druhém kole s Rusem Olegem Malcevem. Od roku 1999 startoval ve vyšší, polotěžké váze do 100 kg, ve které se v roce 2000 a 2004 na olympijské hry nekvalifikoval. Sportovní kariéru ukončil v roce 2006.
V roce 2007 startoval jako profesionál v čínské MMA.

## Výsledky
| Turnaj            | 1995         | 1996         | 1997         | 1998         | 1999           | 2000           | 2001           | 2002           | 2003           | 2004           |
| Turnaj            | 20           | 21           | 22           | 23           | 24             | 25             | 26             | 27             | 28             | 29             |
| Turnaj            | střední váha | střední váha | střední váha | střední váha | polotěžká váha | polotěžká váha | polotěžká váha | polotěžká váha | polotěžká váha | polotěžká váha |
| ----------------- | ------------ | ------------ | ------------ | ------------ | -------------- | -------------- | -------------- | -------------- | -------------- | -------------- |
| Olympijské hry    |              | úč.          |              |              |                | —              |                |                |                | —              |
| Mistrovství světa | úč.          |              | úč.          |              | —              |                | úč.            |                | —              |                |
| Asijské hry       |              |              |              | 5.           |                |                |                | —              |                |                |
| Mistrovství Asie  | —            | 3.           | —            |              | —              | —              | —              |                | —              | 7.             |